# Zhou Zhonghe
Zhou Zhonghe (chinesisch =周忠和, Pinyin Zhōu Zhōnghé; * 19. Januar 1965 in Jiangdu, Provinz Jiangsu) ist ein chinesischer Paläontologe. Er ist einer der Erstbeschreiber der fossilen Reste des urtümlichen Vogels Confuciusornis. 
Zhou studierte an der Universität Nanjing und arbeitete dann am Institut für Wirbeltierpaläontologie und Paläoanthropologie der Chinesischen Akademie der Wissenschaften in Beijing.
Zhou ist durch Forschungen zur Vogelwelt des Mesozoikums (Erdmittelalter) in China hervorgetreten. Er ist ein führender Experte zur frühen Evolution der Vögel. 
2010 wurde er in die National Academy of Sciences gewählt.